# سی/۲۰۱۱ ال ۴

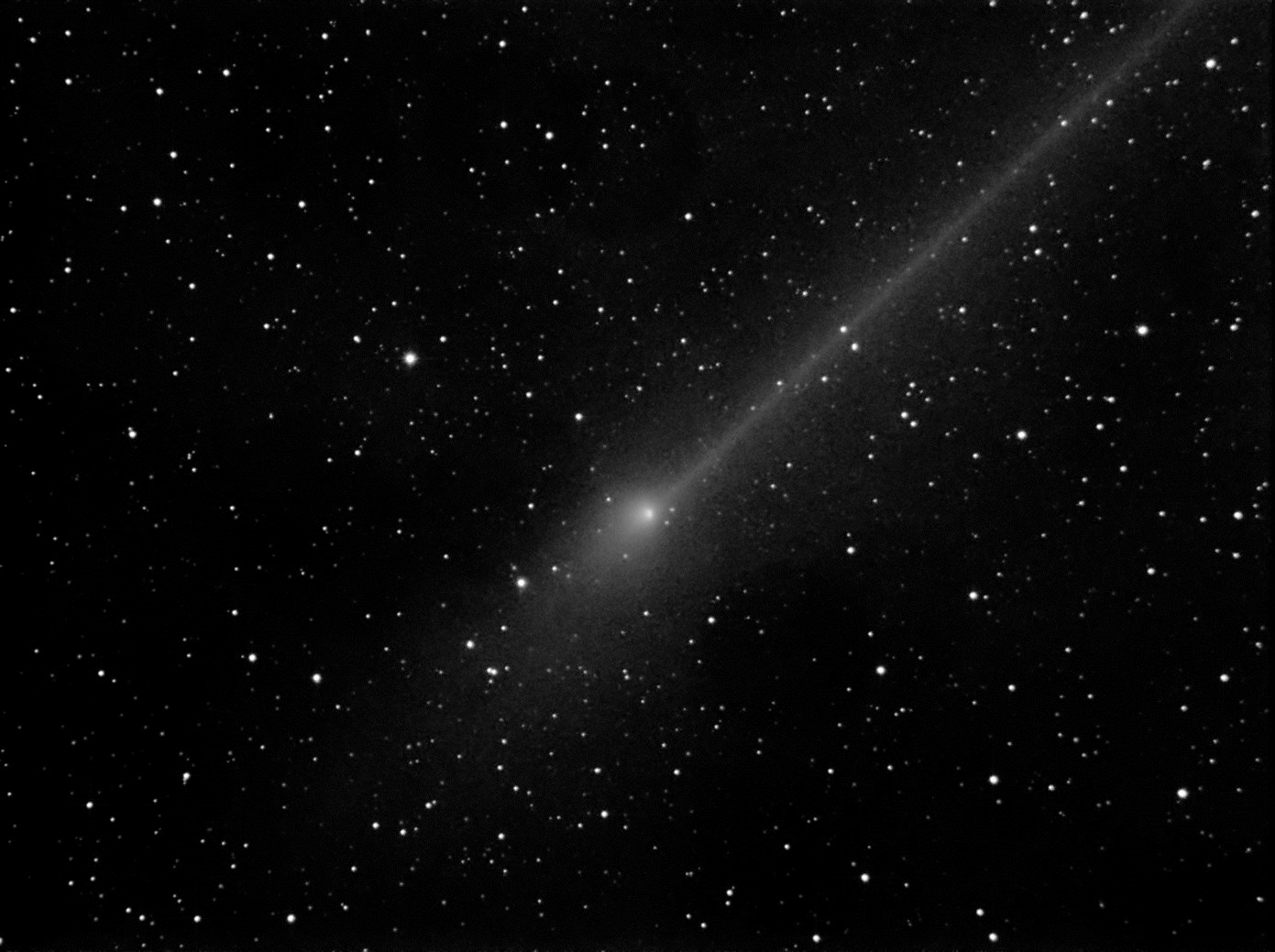
نمایی از دنباله‌دار «سی/۲۰۱۱ ال ۴» – مِی ۲۰۱۳

سی/۲۰۱۱ ال ۴ «پن استارز» (به انگلیسی: «C/2011 L4 «PANSTARRS)، دنباله‌داری است در ۱۶ خرداد ۱۳۹۰ (۶ ژوئن ۲۰۱۱)، در فاصله ۲٬۸ واحد نجومی در رصدخانه پن استارز در هاوایی کشف شد و در ۲۰ اسفند ۹۱ (۱۰ مارس ۲۰۱۳) در حضیض مداری با خورشید قرار گرفت.
این دنباله دار از ۱۲ اسفند وارد آسمان شامگاهی ایران شد. در ۲۰ اسفند ۹۱ (۱۰ مارس ۲۰۱۳) با قدر ۳ (از آن پس با چشم غیرمسلح به اندازه نور ستاره‌ای متوسط قابل رویت است) در حضیض مداری با خورشید قرار گرفت که هنگام غروب (در ارتفاع ۱۱ درجه در آسمان مرکز ایران) و در زاویه ۱۵ درجه جنوب شرق خورشید قرار داشت. در شب ۲۳ اسفند در کنار هلال اول ماه قرار داشت و در ۲۴ اسفند بالای خورشید (شرق آن) قرار گرفت و پس از آن نسبت به خورشید جهت شمال شرقی پیدا کرد و تا اول فروردین ۱۳۹۲ ارتفاع پیدا می‌کند سپس این مسیر را در ارتفاعی تقریباً یکسان حداقل تا پایان فروردین (به سوی ذات الکرسی) ادامه خواهد داد و انتظار می‌رود روشنایی آن بیشتر شود. شامگاه ۱۵ فروردین ۹۲ در ۲٬۵ درجه کهکشان آندرومدا قرار خواهد گرفت.
در اواخر بهمن دم آن تا ۳ درجه گسترده بوده است.
سی/۲۰۱۱ ال ۴ پس از دورزدن از نزدیکی خورشید، برای همیشه از منظومه شمسی خارج خواهد شد.
این دنباله دار به ترتیب در صورت فلکی ماهی جنوبی، صورت فلکی قیطس، حوت و آندرومدا و ذات الکرسی رار خواهد گرفت.
در مارس ۲۰۱۳ (از نیمه اسفند ۹۱ تا احتمالاً نیمه فروردین ۹۲) با درخششی برابر ستارگان متوسط با چشم غیرمسلح قابل رویت است.